# Tarpã
O tarpã (Equus ferus ferus), também conhecido como cavalo selvagem euroasiático, é uma subespécie extinta de cavalo selvagem pertencente à espécie Equus ferus, à qual também pertencem tanto os cavalos domésticos (Equus ferus caballus) — do qual o tarpã é seu antepassado selvagem— quanto os cavalos-de-Przewalski (Equus ferus przewalskii), uma subespécie selvagem nativa da Mongólia. Existiam dois tipos de tarpãs: o tarpã das estepes e o tarpã florestal.
O tarpã habitou a Eurasia. O último indivíduo que se crê ter pertencido a esta subespécie morreu em cativeiro na Rússia em 1909, ainda que, devido à sua semelhança com cavalos domésticos, algumas fontes afirmem que esse não era realmente um tarpã. O último exemplar fidedigno de tarpã, morreu no zoológico de Moscovo em 1875.

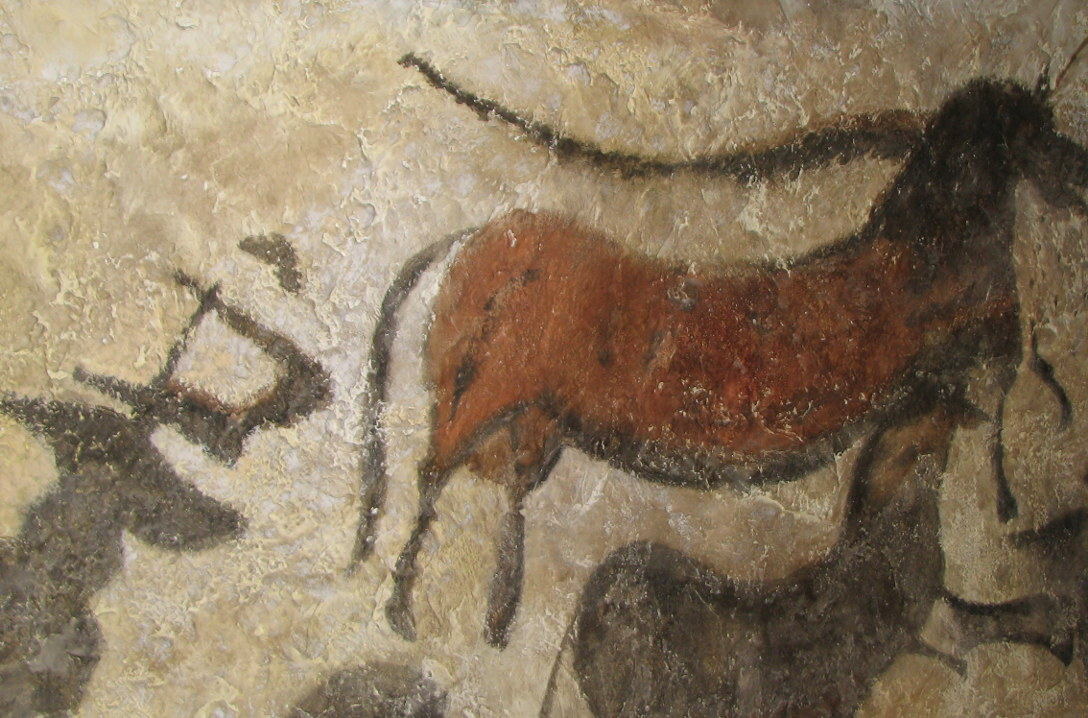
Ilustração de um tarpã em uma gruta de Lascaux.

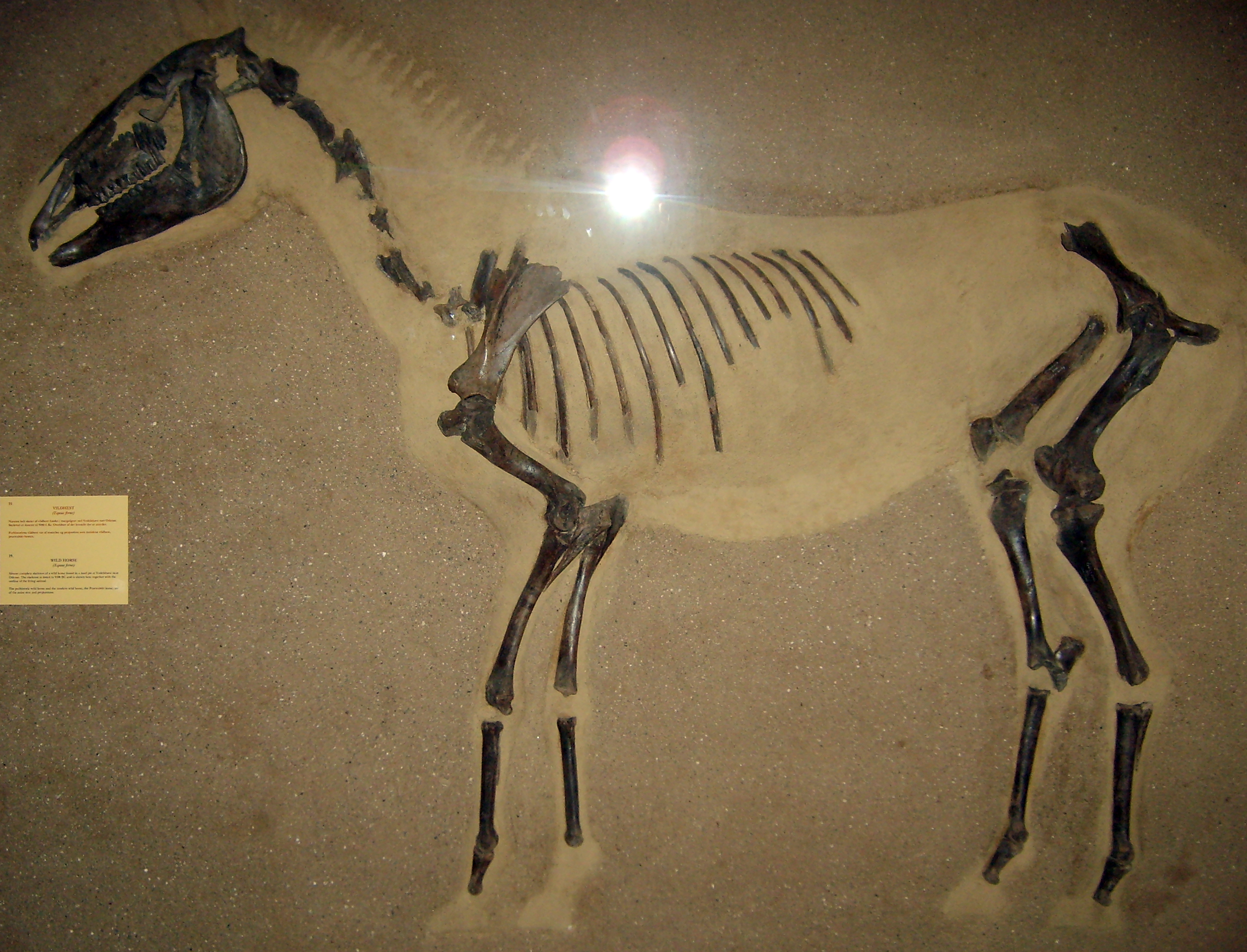
Um fóssil de tarpã, no Museu Zoológico de Copenhague. Foi colectado perto de Odense, Dinamarca, e datado como sendo de 9.100 a.C.

## O tarpã das estepes
O tarpã das estepes é considerado a forma original das raças orientais do cavalo doméstico, chamados cavalos de sangue quente. Esse animal viveu no sul da Rússia, em planícies e florestas abertas. O tarpã das estepes foi extinto durante a segunda metade do século XIX. Entre 1851 e 1866 foram mortos os últimos vinte tarpãs do distrito de Kherson, na Ucrânia, vítimas de numerosos extermínio organizados por agricultores devido aos danos que causavam à lavoura.
Em 1876, a uma égua desse foi juntada a um grupo de cavalos domésticos. Ele teve dois potros com um cavalo doméstico e, depois de três anos, fugiu do cativeiro. De acordo com declarações daqueles que a viram, era muito selvagem e capaz de escapar da perseguição. Em 1879, essa mesma égua foi perseguida pela estepe de neve, para o divertimento das pessoas locais, e caiu em um buraco, quebrando uma perna e morrendo na tentativa de escapar de seus perseguidores.

## O tarpã dos bosques

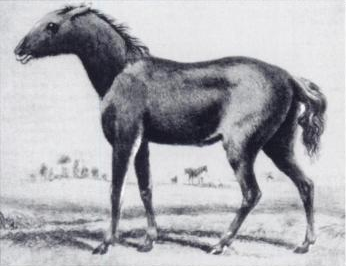
Única ilustração conhecida de um tarpã vivo, um potro de cinco meses pintado por Borisov, em 1841.

O tarpã florestal habitava os bosques da Europa central, na Polônia e na Alemanha. Um dos episódios do poema dos Nibelungos narra como Siegfried matou um "cavalo furioso" durante uma caçada no bosque dos Wasgos, e supõe-se que o cavalo em questão seja um semental de tarpã dos bosques. 

## Nomenclatura
O tarpã foi descrito pela primeira vez por Johann Friedrich Gmelin no ano 1774. Gmelin tinha visto este cavalo em 1769 na região de Bobrovsk, perto de Vorónezh. Em 1784 Pieter Boddaert chamou o taxon Equus ferus, baseando na descrição de Gmelin. Sem conhecer o trabalho de Boddaert, Otto Antonius publicou o nome de Equus gmelini em 1912, de novo referindo-se às descrições de Gmelin.
Na atualidade pensa-se que o cavalo doméstico, chamado Equus caballus por Lineu em 1758, descende do tarpã. No entanto, em uma aplicação estrita das normas do Código Internacional de Nomenclatura Zoológica, o tarpã deveria ter sido chamado E. caballus ferus. No entanto, muitos os biólogos ignoraram essa norma e usaram E. ferus para o tarpã, de forma a evitar a confusão com suas primos domésticos.
Em 2003 a Comissão Internacional de Nomenclatura Zoológica emitiu uma norma, conhecida como Opinião 2027, que estabelece uma exceção ao princípio de prioridade dos nomes científicos, para que prevaleçam os nomes das variedades selvagens (frente às variedades domésticas) de 17 espécies, evitando assim que as linhagens mais antigas sejam nomeadas como subespecies de seus descendentes domésticos. Entre esses casos estavam os cavalos, cujo nome científico para a espécie é Equus ferus; sendo denominados os cavalos domésticos E. f. caballus e o tarpã E. f. ferus.

## Taxonomia
Estudos entre as duas subespecies viventes da mesma espécie que o tarpã vêm sendo realizados nos últimos anos. Um estudo molecular do ano 2009, utilizando DNA antigo (recuperado de restos paleontológicos) situa o cavalo de Przewalski na mesma espécie que o tarpã, e portanto do cavalo doméstico. Posteriores análises de DNA mitocondrial sugeriram que o cavalo Przewalski e o tarpã separaram-se há cerca de 160.000 anos. O cariotipo do cavalo de Przewalski possui um par de cromossomos a menos que o cariotipo do cavalo doméstico, seja pela fissão do cromossomo 5 do cavalo doméstico no cavalo de Przewalski ou fusão dos cromosomas 23 e 24 do cavalo de Przewalski no cavalo doméstico. Em comparação, as diferenças cromossômicas entre os cavalos domésticos e as zebras incluem numerosas variações. Quanto ao cavalo de Przewalski, sabe-se que tem o número de cromossomos diploides mais alto dentre todas as espécies equinas. O cavalo de Przewalski pode cruzar com o cavalo doméstico e produzir descendência fértil (de 65 cromossomos).

## Tentativas de recriar o tarpã
A partir da década de 1930, e através da criação seletiva, várias tentativas têm sido feitas de desenvolver raças de cavalos que se pareçam com tarpã. As raças que surgiram como resultado incluem o cavalo de Heck, o Hegardt ou cavalo de Stroebel, e uma derivação da raça Konik, todos os quais têm uma aparência primitiva, sobretudo na cor da pelagem. Alguns destas raças são promovidas como tarpãs.

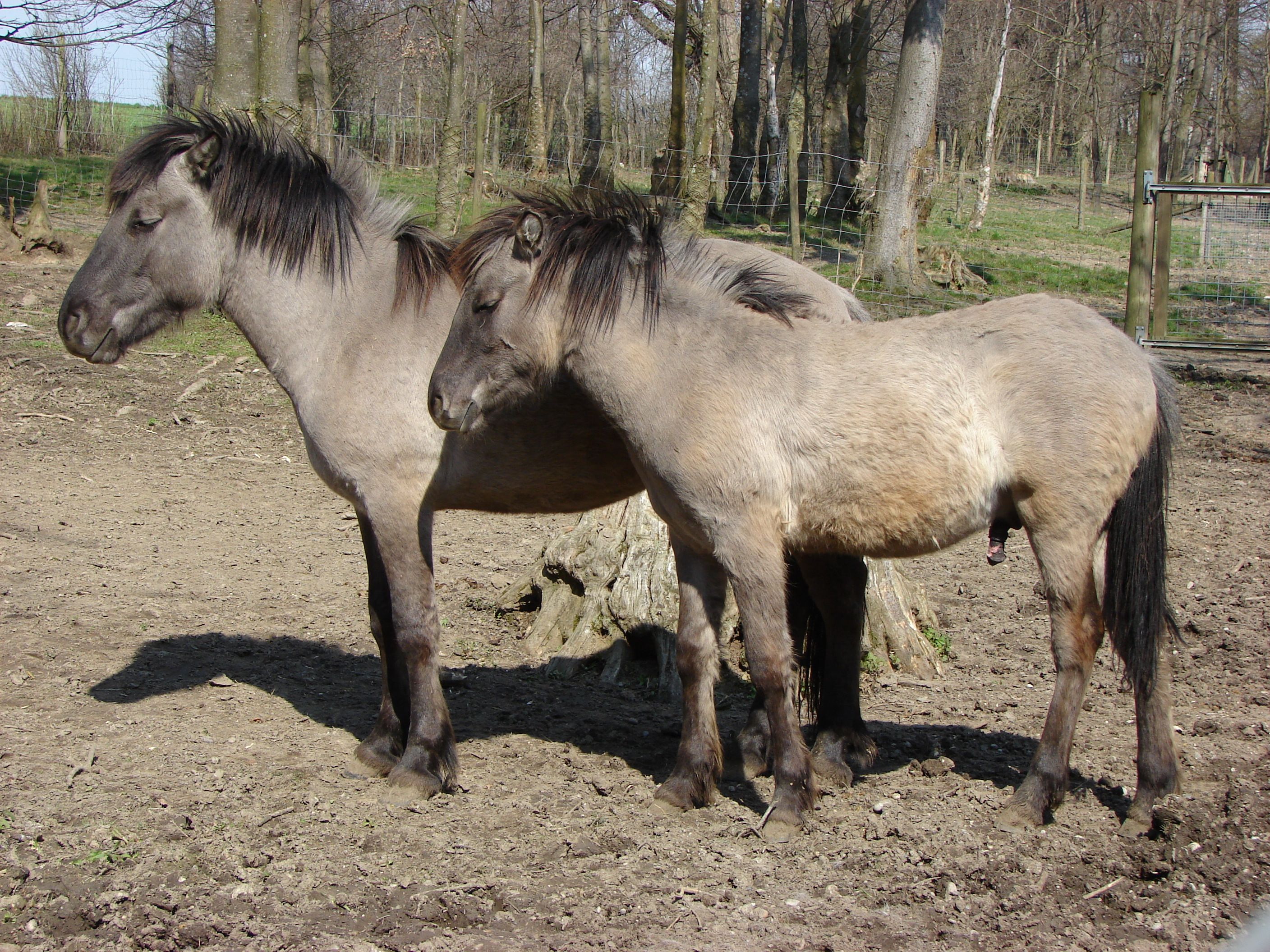
Tarpãs recriados: a raça de cavalos de Heck.